# Геномная библиотека

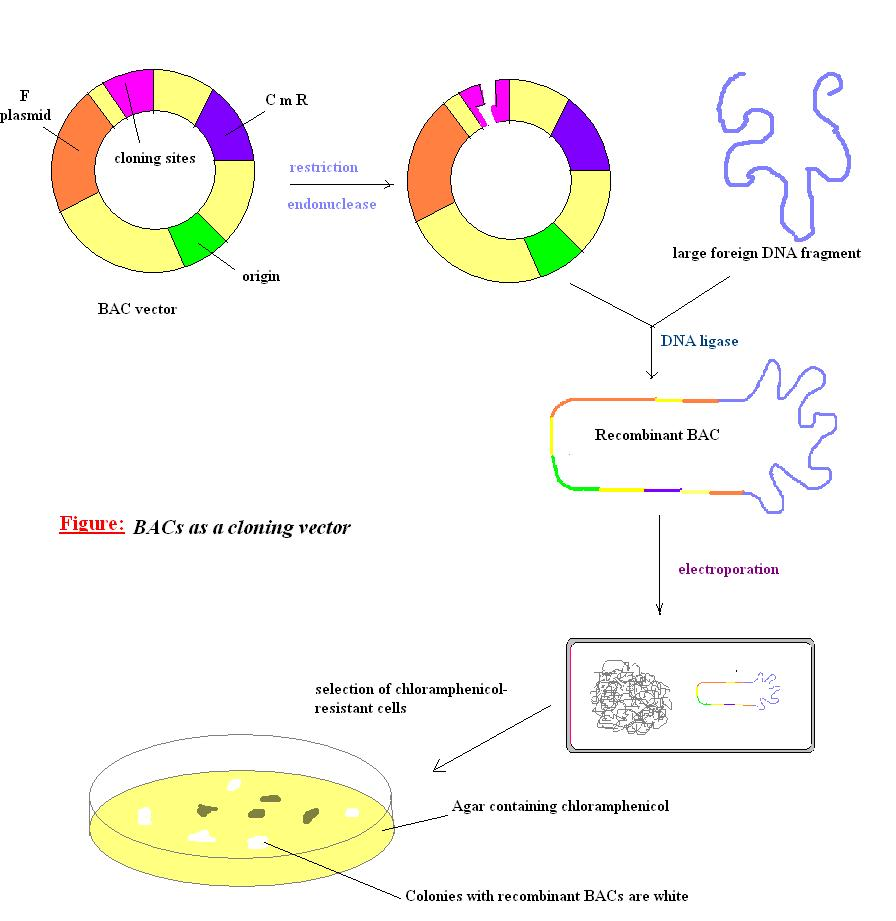
Схема создания геномной библиотеки с помощью Бактериальная искусственная хромосома-вектора

Гено́мная библиоте́ка представляет собой набор ДНК всего генома одного организма. Эта ДНК хранится в популяции идентичных векторов, каждый из которых содержит различные вставки ДНК.

## Создание геномной библиотеки
Для построения геномной библиотеки ДНК экстрагируют из клеток и затем расщепляют рестриктазой, чтобы разрезать ДНК на фрагменты определённого размера. Фрагменты затем встраивают в вектор с помощью фермента ДНК-лигазы. Далее вектор ДНК может быть встроен в организм-хозяин — обычно в популяцию кишечной палочки (E. coli) или дрожжей, где в каждой клетке содержатся копии вектора с одной, уникальной вставкой.

## Хранение и области применения

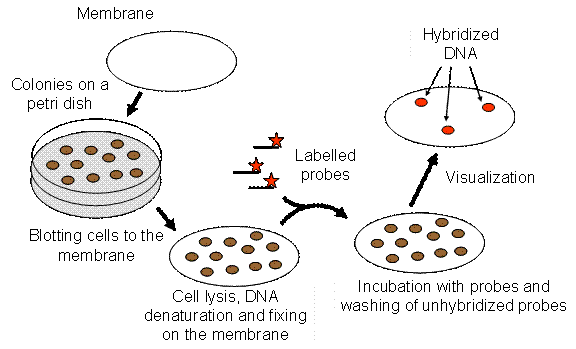
Схема блоттинга колоний геномной библиотеки с последующей гибридизацией ДНК колоний и меченых ДНК-зондов

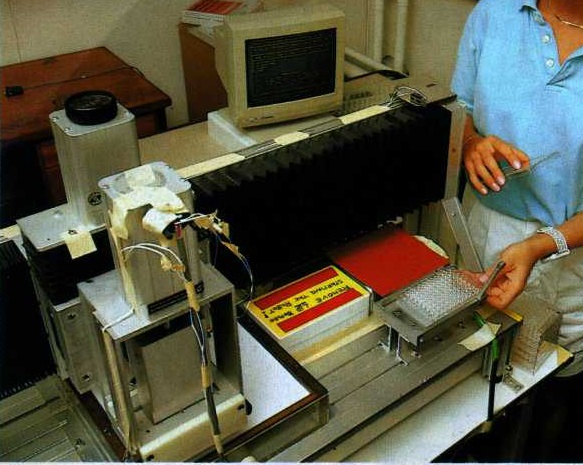
Ранняя модель робота для автоматизированного производства мембран (фильтров), содержащих ДНК клонов геномной библиотеки

Использование клетки хозяина для хранения вектора позволяет легко амплифициривать и находить определённые клоны из библиотеки для анализа. Геномную библиотеку можно хранить длительно (в замороженном состоянии). При необходимости отдельные бактериальные или дрожжевые клоны, содержащие фрагменты ДНК с нужными генами или другими элементами генома, выделяют и размножают (клонируют). Клонированные таким способом участки генома выделяют из клеток и используют для решения различных теоретических и практических задач генетики, медицины (в том числе диагностики наследственных болезней) и биотехнологии, а также для картирования геномов.
Скрининг (от англ. screening) библиотеки, то есть поиск конкретного фрагмента ДНК среди сотен и тысяч других последовательностей, осуществляют методом ДНК-гибридизации при помощи ДНК-зондов. Если исследователь знает хотя бы небольшую последовательность нуклеотидов с искомого участка, он искусственно синтезирует комплементарную последовательность (праймер длиной около 20 нуклеотидов) и метит её или радиоактивным изотопом, или флуоресцентной меткой. С чашки Петри с колониями посредством блоттинга делают реплику: прикладывают к чашке тонкую нитроцеллюлозную или иную мембрану, на которой остаётся отпечаток всех колоний. После этого осуществляют разрушение бактериальных клеток на отпечатке, освобождение ДНК от белков в щелочной среде и денатурацию ДНК до одноцепочечной молекулы. Далее обрабатывают все колонии зондом и смотрят, в какой из колоний зонд присоединился по принципу комплементарности. Эта колония и будет содержать нужный фрагмент ДНК.
Иногда исследователь не знает последовательности ДНК, которую ищет, но имеет последовательность аминокислот исследуемого белка. Поскольку каждой аминокислоте может соответствовать несколько триплетов нуклеотидов (от одного до шести), то и вероятные кодирующие ДНК могут быть разными. Тогда готовится смесь зондов, которые могут распознать предполагаемую последовательность.
Современные высокотехнологичные методики скринирования геномных библиотек (в частности, изготовленных с помощью БАК-векторов) основаны на применении роботизированного (автоматизированного) производства, в любом необходимом количестве копий, микропланшетов для хранения колоний (клонов), а также нитроцеллюлозных и нейлоновых мембран (фильтров), используемых непосредственно для гибридизации с ДНК-зондами. Дальнейшее увеличение эффективности скрининга при этом достигают за счёт применения в качестве ДНК-зондов так называемых проб overgos (от англ. overlapping oligos — «перекрывающиеся олигонуклеотиды»). Возможно также применение ПЦР для скрининга библиотек.
Ещё одной разновидностью геномной библиотеки является микросателлитная библиотека, клоны которой содержат тандемные повторы. Их секвенирование позволяет получать полиморфные ДНК-маркеры (микросателлитные локусы) для различных генетических и геномных приложений.